# Помірне
Помірне (помір) — торговельне мито в Україні у XII — другій половині XVII століття а також у Литві, Московії і Польщі в період середньовіччя. Помірне сплачувалось з певної міри привізного товару, а також за його перепродажу. Розмір помірного не був сталим. В Україні помірне становило два гроші за одиницю вимірювання товару. В другій половині XVII століття у Гетьманщині помірне було замінено московським податком, що становив 5 % від продажної ціни товару.